# Godley (Texas)
Godley è un centro abitato degli Stati Uniti d'America situato nella contea di Johnson dello Stato del Texas.
La popolazione era di 1.009 persone al censimento del 2010.

## Geografia fisica
Godley è situata a 32°26′54″N 97°31′46″W (32.448427, -97.529520), sulla State Highway 171, nove miglia a nord ovest di Cleburne.
Secondo lo United States Census Bureau, ha un'area totale di 1,7 miglia quadrate (4,4 km²).

## Società

### Evoluzione demografica
Secondo il censimento del 2000, c'erano 879 persone, 296 nuclei familiari e 235 famiglie residenti nella città. La densità di popolazione era di 523,7 persone per miglio quadrato (202,0/km²). C'erano 313 unità abitative a una densità media di 186,5 per miglio quadrato (71,9/km²). La composizione etnica della città era formata dal 94,43% di bianchi, lo 0,46% di afroamericani, lo 0,80% di nativi americani, il 2,73% di altre razze, e l'1,59% di due o più etnie. Ispanici o latinos di qualunque razza erano il 10,13% della popolazione.
C'erano 296 nuclei familiari di cui il 45,3% aveva figli di età inferiore ai 18 anni, il 61,1% aveva coppie sposate conviventi, il 13,2% aveva un capofamiglia femmina senza marito, e il 20,3% erano non-famiglie. Il 17,6% di tutti i nuclei familiari erano individuali e l'8,8% aveva componenti con un'età di 65 anni o più che vivevano da soli. Il numero di componenti medio di un nucleo familiare era di 2,95 e quello di una famiglia era di 3,34.
La popolazione era composta dal 32,5% di persone sotto i 18 anni, il 9,1% di persone dai 18 ai 24 anni, il 28,7% di persone dai 25 ai 44 anni, il 20,4% di persone dai 45 ai 64 anni, e il 9,3% di persone di 65 anni o più. L'età media era di 31 anni. Per ogni 100 femmine c'erano 84,7 maschi. Per ogni 100 femmine dai 18 anni in giù, c'erano 88,3 maschi.
Il reddito medio di un nucleo familiare era di 40.667 dollari e quello di una famiglia era di 44.583 dollari. I maschi avevano un reddito medio di 37.692 dollari contro i 23.571 dollari delle femmine. Il reddito pro capite era di 14.556 dollari. Circa il 5,2% delle famiglie e il 7,7% della popolazione erano sotto la soglia di povertà, incluso il 6,9% di persone sotto i 18 anni e il 6,6% di persone di 65 anni o più.